# Ziggurat w Ur

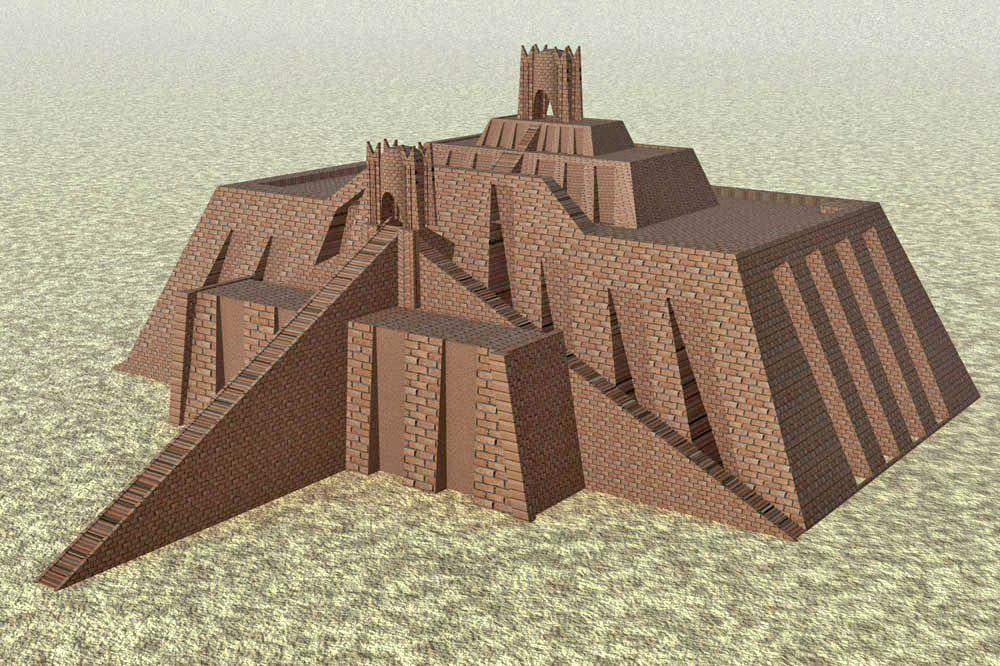
Komputerowa rekonstrukcja zigguratu w Ur

Ziggurat w Ur (zwany przez Sumerów Etemennigur) – wybudowany około 2100 p.n.e. przez Ur-Nammu i Szulgiego ziggurat w mieście Ur. Miał budowę schodkowaną trójstopniowo, zwężającą się ku górze. Była to wieża sakralna poświęcona bogu księżyca Nannie. Pierwotna budowla wzniesiona na fundamencie o wymiarach 65×43 m, była wysoka na ok. 21 m, dziś sięga ok. 13 m. Rdzeń składał się z cegły suszonej i był obłożony wypalaną cegłą.

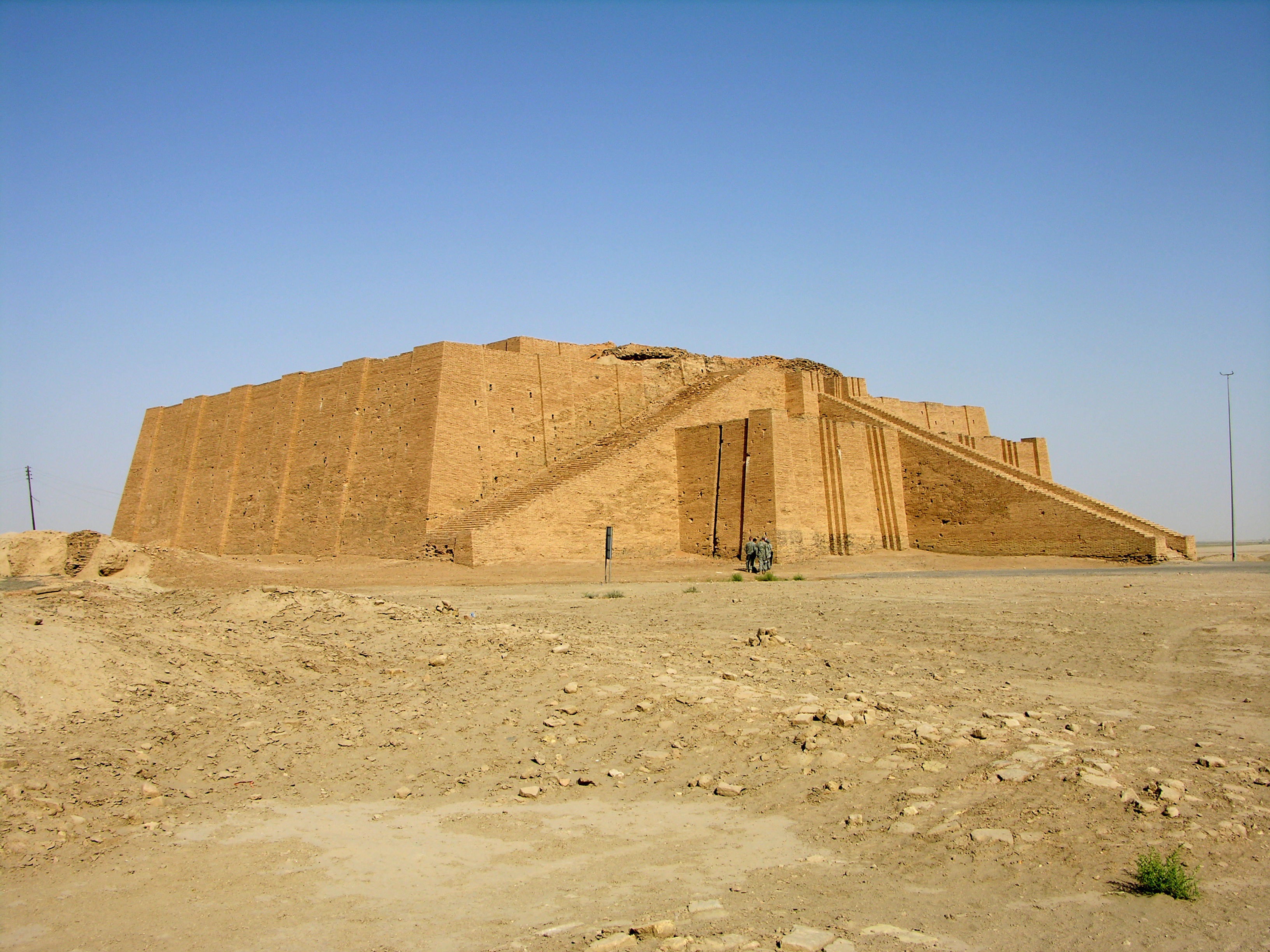
Widok na częściowo zrekonstruowany ziggurat w Ur (dziś Al-Muqaiyar w Iraku)

Przypuszcza się, że na najwyższym tarasie stała niewielka kaplica, do której prowadziły schody. Tarasy połączone były pochylniami. Pochylone ściany zdobione były niszami i ryzalitami. Na pierwszy taras prowadziły trzy szerokie ciągi schodów połączone w przelotowej bramie. Zachowana w bardzo dobrym stanie, bowiem już w starożytności była obiektem renowacji, o czym świadczą inskrypcje króla babilońskiego Nabonida. Gruntownej konserwacji został poddany przez sir Leonarda Wooleya na początku XX w.